# Ousmane Berthé
Ousmane Berthé (ur. 5 lutego 1987 w Bamako) – malijski piłkarz grający na pozycji środkowego obrońcy.

## Kariera klubowa
Berthé pochodzi ze stolicy Mali, Bamako. Karierę piłkarską rozpoczął w tamtejszym klubie Centre Salif Keita. W 2007 roku zadebiutował w jego barwach w malijskiej Premiere Division. W klubie tym występował przez rok.
W połowie 2008 roku Berthé został piłkarzem południowoafrykańskiego, Jomo Cosmos z Johannesburga. W 2009 roku awansował z nim z National First Division do Premier Soccer League. W niej zadebiutował 8 sierpnia 2009 w zremisowanym 0:0 domowym meczu z Platinum Stars.
W latach 2013–2015 grał w algierskim CS Constantine, a w sezonie 2015/2016 w katarskim Muaither SC.
| Sezon   | Klub               | Kraj              | Rozgrywki            | Mecze | Bramki |
| ------- | ------------------ | ----------------- | -------------------- | ----- | ------ |
| 2007/08 | Centre Salif Keita | Mali              | Premiere Division    | ?     | ?      |
| 2008/09 | Jomo Cosmos        | Południowa Afryka | NFD                  | 17    | 0      |
| 2009/10 | Jomo Cosmos        | Południowa Afryka | Premier League       | 23    | 0      |
| 2010/11 | Jomo Cosmos        | Południowa Afryka | NFD                  | 19    | 3      |
| 2011/12 | Jomo Cosmos        | Południowa Afryka | Premier League       | 19    | 1      |
| 2012/13 | Jomo Cosmos        | Południowa Afryka | NFD                  | 11    | 0      |
| 2013/14 | CS Constantine     | Algieria          | Championnat National | 20    | 1      |
| 2014/15 | CS Constantine     | Algieria          | Championnat National | 16    | 0      |
| 2015/16 | Muaither SC        | Katar             | Qatargas League      | ?     | ?      |

## Kariera reprezentacyjna
W reprezentacji Mali Berthé zadebiutował 15 listopada 2009 roku w zremisowanym 2:2 meczu eliminacji do Mistrzostw Świata w RPA z Ghaną. W 2010 roku został powołany do kadry na Puchar Narodów Afryki 2010, a w 2012 do kadry na Puchar Narodów Afryki 2012.